# 3 Regionalna Baza Logistyczna

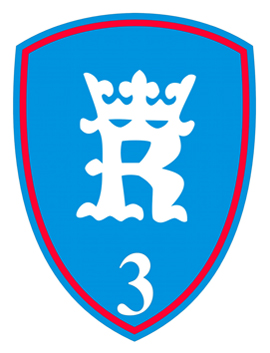
Oznaka rozpoznawcza na mundur wyjściowy

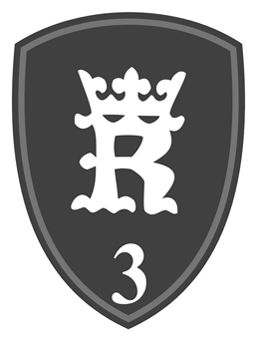
Oznaka rozpoznawcza na mundur polowy

3 Regionalna Baza Logistyczna imienia Hetmana Wielkiego Koronnego Stanisława Jana Jabłonowskiego (3 RBLog) – jednostka logistyczna Wojska Polskiego, podporządkowana Inspektoratowi Wsparcia Sił Zbrojnych.

## Historia
Formowanie jednostki rozpoczęto 1 września 2010 na podstawie rozkazu Szefa Inspektoratu Wsparcia Sił Zbrojnych nr Pf-83/Org. z dnia 5 sierpnia 2010. Baza rozpoczęła działalność z dniem 1 stycznia 2011.
Jednostkę sformowano na bazie Garnizonowego Ośrodka Mobilizacyjnego w Krakowie, w kompleksie przy ulicy Montelupich 3 i podporządkowano jej między innymi:
- 20 Rejonowe Warsztaty Techniczne – Lublin;
- 21 Rejonowe Warsztaty Techniczne – Rzeszów;
- 4 Okręgowe Warsztaty Techniczne – Żurawica;
- 5 Wojskowy Oddział Gospodarczy – Dęblin;
- 3 kompania regulacji ruchu – Nisko;
- Wojskową Komendę Transportu – Lublin;
- Wojskową Komendę Transportu – Kraków;
- Centralne Warsztaty Uzbrojenia i Elektroniki Lotniczej – Nowy Dwór Mazowiecki;
- Składy: Niedźwiedź, Łowicz, Kłaj, Gałkówek, Jawidz, Dęblin, Stężyca, Życzyn, Regny, Wojnowo, Kutno, Stawy;
- Zakład Elaboracji Amunicji – Stawy.

12 lutego 2013 sekretarz stanu Czesław Mroczek działając z upoważnienia Ministra Obrony Narodowej nadał 3 Regionalnej Bazie Logistycznej w Krakowie imię patrona - Hetmana Wielkiego Koronnego Stanisława Jana Jabłonowskiego .
Decyzją Nr 288/MON Ministra Obrony Narodowej z 8 października 2013 wprowadzono odznakę pamiątkową oraz oznakę rozpoznawczą Bazy .

## Zadania[3]
3 Regionalna Baza Logistyczna (3 RBLog) w Krakowie, wraz z trzema podobnymi bazami, powstawała w latach 2010-2011, urzeczywistniając wytyczone kierunkami zmian w stacjonarnym systemie zabezpieczenia logistycznego Sił Zbrojnych RP, określone przez przełożonych w rozkazie nr PF-83/Org. z dnia 5 sierpnia 2010 roku.
3 RBLog jest stacjonarną jednostką logistyczną, funkcjonującą w ramach systemu zabezpieczenia logistycznego wojsk, podległą bezpośrednio Szefowi Inspektoratu Wsparcia Sił Zbrojnych (IWsp.SZ) i stanowi jego organ wykonawczy przewidziany do:
- gromadzenia, przechowywania i rotacji środków zaopatrzenia (śm i tśm) na zaopatrzenie wojskowych oddziałów gospodarczych (WOG), stacjonujących w obszarze odpowiedzialności Bazy;
- realizacji zaopatrywania (planowego i doraźnego), prowadzenia procedur przetargowych, realizację zakupów oraz dystrybucja środków zaopatrzenia oraz usług;
- utrzymywania, określonych przez Szefa IWsp.SZ, zapasów wojennych oraz depozytów dla wskazanych jednostek wojskowych;
- kompletacji amunicji artyleryjskiej, moździerzowej i rakietowej, a także wycofywania i utylizacji nieperspektywicznych środków zaopatrzenia;
- realizacji planów rzeczowo-finansowych - opracowywanych na podstawie przydzielonych środków finansowych;
- gospodarowania mieniem oraz prowadzenia ewidencji ilościowo - wartościowej aktywów i pasywów jednostki budżetowej;
- realizacji zadań w zakresie modernizacji, remontów i obsług sprzętu technicznego oraz przeprowadzania badań diagnostycznych dopuszczających UiSW do eksploatacji;
- zabezpieczenia przewozów wojskowych w ramach podsystemu kierowania ruchem wojsk;
- realizacji zadań w ramach obowiązków państwa-gospodarza.

## Jednostki podległe
Jednostki i instytucje bezpośrednio podporządkowane:
- Komenda 3 RBLog – Kraków
  - Dowództwo
  - Sztab
    - Sekcja Personalna (S-1)
    - Sekcja Operacyjna (S-3)
    - Sekcja Wsparcia Dowodzenia i Łączności (S-6)

  - Wydział Materiałowy
    - Sekcja Służby Żywnościowej
    - Sekcja Służby Mundurowej
    - Sekcja Służby MPS
    - Sekcja Środków Bojowych

  - Wydział Techniczny
    - Sekcja Czołgowo-Samochodowa
    - Sekcja Uzbrojenia i Elektroniki
    - Sekcja Inżynieryjno-Saperska i OPBMR
    - Sekcja Łączności, Informatyki i WE

  - Wydział Techniki Lotniczej
    - Sekcja Eksploatacji i Remontu
    - Sekcja Naziemnej Obsługi Statków Powietrznych i Wysokościowo-Ratowniczej
    - Sekcja Zaopatrzenia Lotniczo-Technicznego
    - Sekcja Ewidencji i Analiz

  - Wydział Transportu i Ruchu Wojsk i HNS
  - Zespół Zabezpieczenia
- 31 Wojskowy Oddział Gospodarczy - Zgierz
- 32 Wojskowy Oddział Gospodarczy - Zamość
- 33 Wojskowy Oddział Gospodarczy - Nowa Dęba
- 34 Wojskowy Oddział Gospodarczy - Rzeszów
- 35 Wojskowy Oddział Gospodarczy - Kraków
- Wojskowa Komenda Transportu - Lublin
- Wojskowa Komenda Transportu - Kraków
- 3.Kompania Regulacji Ruchu - Nisko

Składy i warsztaty:
- Rejonowe Warsztaty Techniczne - Rzeszów
- Rejonowe Warsztaty Techniczne - Rzeszów filia Lublin
- Rejonowe Warsztaty Techniczne - Żurawica
- Polowe Warsztaty Lotnicze - Radom
- Polowe Warsztaty Lotnicze - Dęblin
- Warsztaty Uzbrojenia i Elektroniki Lotniczej - Nowy Dwór Mazowiecki
- Zakład Elaboracji Amunicji Stawy
- Skład Dęblin
- Skład Gałkówek
- Skład Jawidz
- Skład Kłaj
- Skład WWSM Kutno
- Skład Niedźwiedź
- Skład Regny
- Skład Stawy
- Skład Stężyca
- Skład Życzyn

## Komendanci
- płk Krzysztof Krużycki (1 września 2010 – 1 czerwca 2012)
- płk Eugeniusz Orzechowski (1 czerwca 2012 – 14 listopada 2016)
- płk Mirosław Molik (14 listopada 2016 – 23 września 2022)
- p.o. płk Jerzy Sobczyk (23 września 2022 – 14 listopada 2022)[6]
- płk Andrzej Magiera (14 listopada 2022 – obecnie)